# Indukcijska kuhalna plošča
Indukcijska kuhalna plošča je gospodinjska naprava za kuhanje, ki za svoje delovanje izkorišča fizikalni pojav elektromagnetne indukcije.
Njene prednosti so bolj učinkovita in hitrejša pretvorba energije v toploto ter neposredno segrevanje lokalnih točk. Med slabostmi so strošek nakupa kuhališča in menjave neprimernega posodja ter morebitne negativne zdravstvene posledice elektromagnetnega sevanja.

## Delovanje
Indukcijsko kuhališče uporablja indukcijska navitja, ki vzpostavljajo visokofrekvenčna magnetna polja, ki v jeklenih ali železnih posodah sprožijo reakcijo segrevanja s povzročanjem vrtinčnih tokov v dnu posode, zaradi česar se to segreje.
Kuhališče, priključeno na omrežno napetost, se obnaša kot transformator z odprto kotvo. Skozi pripadajoče bakreno navitje steče izmenični električni tok, ki povzroča nastanek elektromagnetnega polja. To polje vzbudi inducirano napetost, ki požene inducirani električni tok skozi dno feromagnetne posode in jo tako segreje. Posoda ima vlogo kratkostično vezanega sekundarnega navitja in je hkrati magnetni prevodnik.
Pod steklokeramično ploščo je elektronski modul, sestavljen iz filtrskega dela, ki ščiti močnostni del pred prednapetnostmi in nadtokovi ter omejuje elektromagnetne interference in močnostnega dela, v katerem potekajo glavne operacije, ključne za pretvorbo in prenos električne v toplotno energijo in ki skrbi za napajanje indukcijskih navitij (induktorjev) okoli feritov. Vsa moč gre skozi močnostni del modula, ki mora biti zato dober, učinkovitost pretvorbe pa mora biti visoka. Pri ocenjevanju kakovosti komponent se upošteva, če so pri izvedbi vezja uporabljeni IGBT tranzistorji in kakšnja je njena izvedba, itd.. Izvedba vezja je ključnega pomena, saj ima glavno vlogo pri pretvorbi in prenosu moči. Poznamo single-switch in pol-mostiščno izvedeno vezje. Na kakovost indukcijskega kuhalnika vplivajo še steklokeramična plošča, ohišje, upravljalski modul, ožičenje ter posoda.
Steklokeramična plošča je pritrjena na kovinsko ali plastično ohišje. Ima manjši raztezek kot steklo. Polovica njenih molekul se širi, polovica pa krči in tako so njene dimenzije konstantne do 750 stopinj C. Je tudi slab toplotni prevodnik, zaradi česar so toplotne izgube manjše.
V ohišju so indukcijski modul in pripadajoče ožičenje. V njem je zagotovljeno dobro hlajenje. Na sprednjem in zadnjem delu ima zračne reže, skozi katere ventilator, nameščen v indukcijskem modulu, odvaja oz. dovaja zrak. Temperaturni senzor, izveden kot NTK upor, zaznava temperaturo posode, da ne prihaja do pregretja. Poseben elektronski sklop za zaznavanje posode meri pokrito površino preko ustreznega feromagnetskega materiala, ki je pričvrščen in nameščen nad navitjem. Komponente kuhališča pred poškodbami in uničenjem zaradi previsokih temperatur ščitijo temperaturni senzorji v indukcijskem modulu na točno določenih kontrolnih točkah. V primeru pregretja mikroprocesor z ustrezno operacijo zmanjša moč kuhališča ali ga v celoti izklopi.
Aparati za zasebno rabo imajo moč med 1200 in 3600 vati. Skupna moč za vgradne aparate je 7500 vatov.

### Upravljanje
Večino indukcijskih kuhališč se upravlja na dotik, pri čemer se stopnja jakosti določa z gumboma za plus in minus ali pa stopenjsko lestvijo. Nekatera indukcijska kuhališča omogočijo uporabo ločenih gumbov za vsako kuhalno polje posebej. Pri nekaterih kuhališčih je omogočena uporaba nepritrjenega magnetnega gumba. Pri kakovostnejših kuhališčih uporabnik namesto moči kuhalnega polja krmili s temperaturo. Vsi indukcijska kuhališča imajo gumb za vklop/izklop.
Digitalni prikazovalnik uporablja modro ali rdečo barvo. Prikazuje stopnjo delovanje, temperaturo gretja ali porabo električne energije. Na stanje kuhalne površine opozarjajo znak H za vročo kuhalno površino po zaključku kuhanja oz. znak h za ohlajanje grelnega polja (angl. hot). Simbol E opozarja uporabnika na napako kuhališča ali uporabnika (razlitje tekočine po kuhalni oz. kontrolni površini). Korak dlje predstavljajo kontrole, ki delujejo izključno prek zaslona na dotik.
(Novejša) indukcijska kuhališča med drugim ponujajo še funkcije za časovno nastavitev kuhanja, varnostni izklop, kontrolno funkcijo zaznavanja vretja, ki preprečuje prelivanje tekočine, generiranje visoke kuhalne moči za močno pospešitev postopka kuhanja, začasno prekinitev kuhanja, zaklep nastavitev kontrol za varnost otrok, segrevanje na stalno temperaturo 70 stopinj Celzija pred serviranjem hrane in segrevanje na 42 stopinj Celzija za topljenje čokolade in masla.

## Prednosti in slabosti indukcijskih kuhališč

### Poraba energije
Pri indukcijskem kuhalniku se 80 do 90% energije se pretvori v toploto. Kuhalne cone zaznajo velikost dna posode in segrevajo le dno. Kuhalna površina se segreva posredno in minimalno, saj nanjo prehaja toplota segrete posode. Zaradi tega so toplotne izgube manjše. Pri kuhanju na odprtem ognju so izgube energije znatne. Ameriška agencija za varstvo okolja (United States Environmental Protection Agency – EPA) trdi, da je indukcija 85 odstotno energijsko učinkovita, plinska pečica pa le 32 odstotno. Na mnenje o izbiri primernega kuhališča vplivajo tudi primerjave cen elektrike in plina. Segrevanje z indukcijo je hitrejše, kot pri plinu ali steklokeramični plošči s sevalnimi greli, ki je energetsko manj učinkovita. Indukcijski kuhalnik lahko deluje na obnovljive vire energije.

### Stroški z nakupom kuhališča in posodja
Začetna cena plinskega kuhališča je nižja. Bolj izpopolnjeni kot so indukcijski modeli, dražji so. Posoda za indukcijsko kuhanje mora biti iz prevodnega materiala - jeklena, železna ali emajlirano železo. Za plinsko kuhanje ni teh omejitev. Nakup feromagnetne posode pomeni dodaten strošek.

### Vzdrževanje, vzdržljivost, varnost in praktičnost uporabe
Dom z indukcijo ostaja hladen in čist. Okolica posode ostaja zaradi nizke toplotne prevodnosti steklokeramične plošče razmeroma hladna.  Pri plinskem kuhališču se odvečna toplota dviguje ob straneh kuhališča. Čiščenje poleg vgrajenih gorilnikov in nosilcev posode otežuje tudi sproščanje mešanice mastnih delcev in plina, kar povzroča obloge na kuhinjski opremi in napi. Ker ima steklokeramična plošča gladko in ravno površino ter se zaradi nesegrevanja okolice posode in prenašanja toplote izključno na posodo hrana nanjo ne more prižgati, je enostavna za čiščenje, vendar nima funkcije kuhinjske delovne površine. Plinsko kuhališče, katerega čiščenje zahteva več truda, ostaja prva izbira večine profesionalnih kuharjev, ker omogoča boljšo pripravo hrane ter je s svojo močno in odporno konstrukcijo odpornejše na agresivno uporabo - premikanje posodja in uporabo odprtega ognja. Kljub temu je za počenje ali zlom steklokeramične plošče potreben grob udarec.
Indukcijska plošča je hitro odzivna. Brez posode se grelno polje izklopi. Za starejše in šibkejše uporabnike je premikanje posode po plinskem kuhališču naporno zaradi dvignjenih rešetk, zaradi česar jo je potrebno dvigniti. Kuhališče brez posode se ne segreva, kar je bolj varno za gospodinjstva z malimi otroki, ostarele in invalide. Električno kuhališče za razliko od plinskega ne more izpuščati plina, ogljikovega monoksida, zagoreti ali ekplodirati. To pomeni manj prezračevanja prostorov.
Brnenje oz. brenčanje indukcijskega kuhališča je lahko moteče, še posebej je izrazito med segrevanjem, a ni enako pri vseh. Zvok je odvisen tudi od kakovosti posode.
Odprt plamen v gospodinjstva prinaša toploto. Indukcijski kuhalnik ni primeren za domove z nestalno dobavo elektrike. Ljudi, navajene plinskih študilnikov, moti odsotnost plamena pri kuhi. Nekateri modeli imajo modre lučke, ki posnemajo videz plamena na plinskem štedilniku.

### Vpliv na zdravje
Kuhanje s plinom nudi visoko kuhalno moč zaradi visokih temperatur, ki nastanejo pri gorenju plina, zaradi česar naj bi se pri tovrstni pripravi živil bolje ohranili vitamini, minerali in ostala hranila.
Uporaba indukcijskega kuhalnika je odsvetovana ljudem s srčnim spodbujevalnikom in uporabnikom defibrilatorjev zaradi elektromagnetnega valovanja, čeprav raziskave kažejo na dovolj visoko stopnjo njihove imunosti. 
Srčni elektrofiziolog Fred Kusumoto s klinike Mayo trdi, da je uporaba indukcije nevarna le za uporabnike, ki so srčni spodbujevalnik dobili pred več kot 30 leti.
Peter Gajšek, direktor Inštituta za neionizirna sevanja, pravi, da indukcijska kuhališča v svoji bližini ustvarjajo zelo močna magnetna polja, ki prodrejo v telo ter v njem povzročijo električno polje in tokove ter da ti pri dovolj visokih jakostih povzročijo draženje živcev in mišic. Odsvetuje uporabo poškodovane posode, premajhnih posod glede na velikost kuhalnega polja in kovinskega pribora za kuhanje. V primeru dotikanja delovne površina ali stanja v bližini kuhalne plošče svetuje uporabo zadnjih kuhalnih polj ali prednjih s 50 odstotkov moči.
Nemški Zvezni urad za varstvo pred sevanjem (Bundesamt für Strahlenschutz – BfS) svetuje, da se izpostavljenost magnetnim poljem zmanjša z uporabo posode primerne velikosti in materiala, z ravnim dnmom, s čimvečjo pokritostjo aktivnih kuhališč in 5 do 10 centimetersko oddaljenostjo od sprednjega roba štedilnika ali aktivnega kuhališča. Uporabnikom srčnih spodbujevalnikov pred uporabo kuhalnika svetuje posvetovanje z zdravnikom. Za nosečnice nima posebnih priporočil.
Švicarski Zvezni urad za zdravje (Bundesamt für Gesundheit BAG) opozarja na razpršeno polje, ki ga indukcija v posodi ne absorbira in se pojavi, ko kuhališče ni v celoti pokrito s posodo. Svetuje uporabo sredine kuhališča, primerno velikih posod z ravnim dnom, oddaljenost 5 do 10 cm od kuhališča in nekovinskega pribora. Uporabnikom srčnega spodbujevalnika ali defibrilatorja svetuje posvet z zdravnikom.

## Prodaja
Leta 2020 je bil svetovni trg indukcijskih kuhalnikov vreden 18.667,8 milijonov ameriških dolarjev. Evropa je bila s 35% največji regionalni trg. Zaradi velikega števila igralcev je trg razdrobljen, najpomembnejši med njimi so Whirlpool Corp., LG Electronics, Inc., Electrolux AB, TTK Group, Smeg S.p.A., Koninklijke Philips N.V., Robert Bosch GmbH, Avis Rent a Car System, LLC, Panasonic Corp., Sub-Zero Group, Inc. in Miele & Cie. KG.

## Po državah

### ZDA
Indukcijsko kuhanje je bolj priljubljeno v Evropi in Aziji, kot v ZDA, kjer je bilo leta 2022 prisotno v 5% domov. Tam si želijo dvigniti prodajo teh kuhališč tudi s finančnimi spodbudami v okviru vladnih protiinflacijskih ukrepov za okolju prijazno elektrifikacijo in opremo ameriških domov z nižjimi in zmernimi dohodki (High-Efficiency Electric Home Rebate Act (HEEHRA), bivši Zero-Emission Homes Act (ZEHA)). V te sodi tudi prilagajanje električne napeljave novi napravi. V ZDA je indukcijsko kuhališče postalo cenovno dostopno v poznih 2000-ih, vendar naj bi njegovi prodaji škodovala recesija. Prehod s plina je zahteven na Havajih in v Portoriku, kjer je elektrika precej draga.